# Heterogeen product
Heterogene producten of diensten tonen onderlinge verschillen in de ogen van de afnemer. Dit in tegenstelling tot homogene producten, zoals suiker.

## Uitleg
Een product kan intrinsiek heterogeen zijn als het in verschillende typen wordt geleverd: Een auto bijvoorbeeld kan in meerdere typen, merken, kwaliteiten en prijsklassen worden geleverd en het maakt voor de afnemer een groot verschil welke hij of zij aanschaft.
Naast het product op zich kan ook de presentatie van het product een rol spelen. Melk is bijvoorbeeld gewoon melk, maar een A-merk heeft een wat luxere verpakking, of de reclame hiervoor suggereert een bepaalde sfeer, waardoor het (duurdere) pak melk zich blijkbaar toch onderscheidt van het pak melk waarvan de verpakking (en de prijs) wat bescheidener oogt (maar waar hetzelfde product in zit).
Ook de service die aan het product verbonden is kan onderscheidend zijn. Merkartikelen van elektronische producten worden wellicht in precies dezelfde fabriek gemaakt als de wat goedkopere apparaten van een minder bekend merk, maar allerlei extra's als kwaliteitscontrole, garantiebepalingen en dergelijke, kunnen bij het merkproduct onderscheidend zijn.
Bij heterogene producten/diensten kunnen dus, naast de hoedanigheid van het product op zich, meerdere factoren van belang zijn:
- Merk
- Sfeer
- Prijs
- Service

## Voorbeelden
- Kleding
- Frisdrank
- Auto's
- Snoepgoed